# امامزاده قاسم (ساری)
امامزاده قاسم بن موسی کاظم امامزاده ای است در شهرستان ساری استان مازندران و در نزدیکی امامزاده ملا مجدالدین است.
این امامزاده در ۵ کیلومتری شهرستان ساری و در مسیر جاده ساری به جویبار در روستای عیسی خندق قرار دارد. صندوق چوبی قدیمی منبت و پر نقش مکعب مستطیل شکل این بقعه که مزین به نام الله است متعلق به امامزاده قاسم است که در سال ۸۵۶ هجری قمری به دست استاد شمس الدین بن محمد ساخته شده‌است.

## ویژگی‌های بنای امامزاده
بنای بقعه استوانه‌ای بام آن هرمی شکل / هشت ضلعی و از نوع در پوش و از آجر و ساروج ساخته شده‌است.
در داخل بنا سه حفره در قسمت پایین دیوار به شکل مثلث /طاق نیم دایره و شعله آتش برای قرار دادن چراغ و روشنایی بنا به چشم می‌خورد.
از جمله تزئینات این بنا می‌توان به انواع آجر کاری به صورت رسم بندی – پنجه موشی و قابهای کاشی مستطیل شکل اشاره کرد.
در دو نقطه از بنا دو کاشی به صورت ستاره ۸ پر و ۶ پر دیده می‌شود.